# Störtebeker-Haus
Das Störtebeker-Haus ist ein 2004 fertiggestelltes Bürogebäude im Hamburger Stadtteil Hamm. Es ist nach dem Seeräuber Klaus Störtebeker benannt. 

## Architektur
Die historisierende und dekorreiche Fassadengestaltung erinnert an Kontorhäuser des 19. und frühen 20. Jahrhunderts und soll nach dem Willen seiner Erbauer an „hanseatische Tradition“ und die „Kaufmannsära“ Hamburgs anknüpfen.  
Die Fassade besteht aus einer Kombination von Natursteinen (Sandstein, Granit) und dem typischen Hamburger Rotklinker. Die beiden straßenseitigen Gebäudeflügel werden durch einen markanten Treppenhausturm verbunden und von zwei Uhrtürmen überragt. Der westliche Uhrturm weist zudem ein Glockenspiel auf, das die Hinrichtung Störtebekers und seiner Gefolgsleute darstellt. 
Auch im Inneren finden sich zahlreiche Ornamente mit maritimem Bezug, zum Beispiel eine Windrose mit Entfernungsangaben zu verschiedenen Metropolen der Welt.  
Auf der Kreuzung vor dem Gebäude befindet sich eine 14 Meter hohe Granitsäule, die von einer Nachbildung der Kogge Störtebekers bekrönt wird. Das 4 Meter lange und 3,5 Meter hohe Schiffsmodell aus Stahl und Kupfer ist ein Werk des Husumer Metallkünstlers Gerd Beliaeff.

## Nutzung
Neben der Büro- und Geschäftsnutzung dient das Störtebeker-Haus zudem als Eventlocation für Hochzeiten, Firmenfeiern, Tagungen, Seminare oder Konferenzen. Im 6. Stock befinden sich dafür der „Störtebeker-Saal“ mit einer Größe von ca. 140 m² und der „Goedeke-Michel-Saal“ mit etwa 200 m². Das Foyer mit einer Fläche von 55 m² lässt sich ebenfalls für Feierlichkeiten nutzen.

## Nachweise
1. ↑  hn: Tonnenschwere Arbeit: Eine Kogge für Klaus Störtebeker | shz.de. Abgerufen am 30. September 2020.
2. ↑  Störtebeker-Haus Eventlocation. Abgerufen am 30. September 2020.